# Andrzej Kopiczko
Andrzej Kopiczko (ur. 29 listopada 1958 w Rutkach Nowych) – polski kapłan katolicki, kanonik, archiwista, historyk, profesor nauk humanistycznych i nauczyciel akademicki w Olsztynie.

## Życiorys
Studia teologiczne na Papieskiej Akademii Teologicznej w Watykanie ukończył w 1983 roku. Sakrament święceń kapłańskich przyjął 11 czerwca 1983 w archidiecezji warmińskiej. Na Katolickim Uniwersytecie Lubelskim (KUL) studiował do 1985 roku. Po studiach zamieszkał w Olsztynie, gdzie w 1987 roku podjął pracę jako notariusz i archiwariusz w Kurii Biskupiej. Od 1987 roku jest również duszpasterzem Parafii Najświętszego Serca Pana Jezusa w Olsztynie.
Stopień naukowy doktora nauk teologicznych uzyskał w 1991 na podstawie dysertacji Organizacja i ustrój diecezji warmińskiej w latach 1525–1772 na KUL. W latach 1991–1999 pracował jako wykładowca w olsztyńskim Instytucie Kultury Chrześcijańskiej im. Jana Pawła II, w tym przez trzy lata (1991–1993) był wicedyrektorem placówki. Od 1991 roku podjął też zatrudnienie w Archiwum Archidiecezji Warmińskiej, pełniąc do 2001 funkcję wicedyrektora, następnie od 2001 funkcję dyrektora instytucji. W okresie od 1993 do 1994 był dyrektorem Archidiecezjalnego Kolegium Teologicznego. W 2001 roku był dyrektorem Archidiecezjalnej Pracowni Historii Kościoła Warmińskiego. 
Od 1997 roku rozpoczął pracę w olsztyńskich szkołach wyższych, najpierw na Wyższej Szkole Pedagogicznej, później na Uniwersytecie Warmińsko-Mazurskim (UWM). Po obronie pracy habilitacyjnej pt. Kościół warmiński a polityka wyznaniowa po II wojnie światowej został 25 maja 1998 doktorem habilitowanym nauk humanistycznych w zakresie historii Kościoła. W roku akademickim 1997/1998 pracował na olsztyńskim UWM jako adiunkt, w latach 1998–2003 jako profesor nadzwyczajny w Instytucie Nauk Politycznych, a w okresie 2003–2005 jako profesor nadzwyczajny na Wydziale Teologii.
W dniu 25 października 2005 roku prezydent RP Aleksander Kwaśniewski wręczył Andrzejowi Kopiczce w Warszawie nominację profesorską, nadaną 10 października. Od 2005 do 2007 wykładał jako profesor nadzwyczajny w olsztyńskim Instytucie Historii i Stosunków Międzynarodowych.
Andrzej Kopiczko był członkiem Polskiego Towarzystwa Historycznego i Stowarzyszenia Archiwistów Polskich. Od 2001 roku jest członkiem Towarzystwa Naukowego przy Ośrodku Badań Naukowych im. Wojciecha Kętrzyńskiego w Olsztynie i organizacji „Kościół w Polsce“, zaś od 2004 roku Stowarzyszenia Archiwistów Kościelnych. 
W swoich badaniach zajmuje się historią Warmii, dziejami instytucji społecznych, polityką wyznaniową, kwestiami mniejszości narodowych i wyznaniowych oraz problematyką związaną z duchowieństwem.

## Publikacje
- Ustrój i organizacja Diecezji Warmińskiej w latach 1525–1772. 1993
- Kościół Warmiński a polityka wyznaniowa po II wojnie światowej. 1996.
- Kościoły i kaplice w Olsztynie. 2000.
- Duchowieństwo katolickie Diecezji Warmińskiej w latach 1525–1821. 2000
- Duchowieństwo katolickie Diecezji Warmińskiej w latach 1821–1945. 2003.
- Porta Domini. Kościoły jubileuszowe i sanktuaria Świętego Krzyża w archidiecezji warmińskiej. 2002.
- Dzieje kościoła i parafii Najświętszego Serca Pana Jezusa w Olsztynie 1903–2003. 2003.
- Katalog duchowieństwa katolickiego w diecezji warmińskiej (do 1945 roku). 2003.
- Duchowieństwo katolickie Diecezji Warmińskiej w latach 1945–1992. 2007.
- redakcja: Święty Brunon. Patron lokalny czy symbol jedności Europy i powszechności kościoła. Praca zbiorowa. 2009.
- redakcja: Warmińska Kapituła Katedralna. Dzieje i wybitni przedstawiciele. Praca zbiorowa. 2010.
- Dzieje Warmińskiej Kapituły Katedralnej. 2010.
- Dwudziestolecie Archidiecezji i Metropolii Warmińskiej. Wierność tradycji – służba współczesności. 2012.
- Dzieje kościoła i parafii w Purdzie Wielkiej. 2014.
- Dzieje kościoła i parafii św. Wojciecha w Mrągowie do 1945 roku. 2015.
- redakcja: Cor dioecesis. 450 lat Warmińskiego Seminarium Duchownego „Hosianum“ (1565–2015). Praca zbiorowa. 2015.